# Rune Carlsson (trubadur)
Rune "Elsen" Carlsson, född 10 mars 1952, är en svensk sjökapten och trubadur. Han är bosatt på Dyrön i södra Bohuslän.
2002 gav han ut sin första skiva Sånger från ena kanten. Han har förutom sina egna texter även översatt texter från norska och danska. Carlsson brukar även framföra sina och andras låtar på Vadbinderiet på Dyrön samt diverse visfestivaler runtom i Norden.

## Diskografi
- Sånger från ena kanten (2002)
- Om sjömän, politik, sex och annat trams (2012)